# سوق خميس بني عروس
سوق خميس بني عروس، قرية تقع على بعد 33 كم من مدينة شفشاون غربا، و 71 كم من مدينة العرائش شرقا، بالشمال الغربي من المغرب، وهي على خط الطول - 5,6303 وخط العرض 5,3069. 
وتتسم بطابعها الجبلي على علو 567 قدما أي 172م. 
ساكنتها تبلغ 19910 نسمة في محيط 7 كم تقريبا. 
سكانها طيبون ويتميزون بالطبع الهادء، ومن خصالهم أنهم يحسنون الاستماع، فيستمعون أكثر مما يتكلمون. 
وتأخذ الزائر للقرية رغبة في العودة إليها. 
ويلاحظ أنها تتمتع بمؤهلات جبلية يمكن أن تستغل في المجال السياحي.
تبعد عن منطقة زعرورة ب 18 كلم، وهي منطقة جبلية رائعة.

## وصلات داخلية
- بني عروس
- سلام العروس بن أحمد مزوار الإدريسي
- جبل العلم
- جبال الريف

## وصلات خارجية
Souk Khemis des Beni Arouss, Morocco Page
خريطة لموقع سوق خميس بني عروس